# Cardito
Cardito ist eine Gemeinde mit 21.514 Einwohnern (Stand 31. Dezember 2023) in der Metropolitanstadt Neapel, Region Kampanien.
Die Nachbarorte von Cardito sind Afragola, Caivano, Casoria, Crispano und Frattamaggiore.

## Bevölkerungsentwicklung
Cardito zählt 6737 Privathaushalte. Zwischen 1991 und 2001 stieg die Einwohnerzahl von 20.105 auf 20.683. Dies entspricht einem prozentualen Zuwachs von 2,9 %.